# Pieve di Cento
Pieve di Cento is een gemeente in de Italiaanse metropolitane stad Bologna (regio Emilia-Romagna) en telt 6804 inwoners (31-12-2004). Tot 1929 behoorde Pieve di Cento tot de provincie Ferrara. 
De oppervlakte bedraagt 15,8 km², de bevolkingsdichtheid is 444 inwoners per km².

## Demografie
Pieve di Cento telt ongeveer 2747 huishoudens. Het aantal inwoners steeg in de periode 1991-2001 met 1,0% volgens cijfers uit de tienjaarlijkse volkstellingen van ISTAT.
| Jaar | Inwoneraantal |
| ---- | ------------- |
| 1991 | 6589          |
| 2001 | 6658          |

## Geografie
De gemeente ligt op ongeveer 18 meter boven zeeniveau.
Pieve di Cento grenst aan de volgende gemeenten: Castello d'Argile, Cento (FE), Galliera, San Pietro in Casale, Sant'Agostino (FE).

## Geboren
- Alfonso Riguzzi (1861-1903), officier in Italiaans-Eritrea; zijn borstbeeld hangt aan de voorgevel van het gemeentehuis van Pieve di Cento